# El malo (canción)
"El Malo" es el quinto sencillo lanzado del quinto y último álbum de estudio de Aventura The Last (2009). El sencillo fue lanzado el 11 de marzo de 2010 y alcanzó el puesto número 1 en Tropical Airplay. El video musical de la canción se estrenó en 29 de junio de 2010. También fue lanzado un remix de la canción con Sensato.

## Rendimiento en listas
En el momento en que se lanzó El Malo, el sencillo anterior de Aventura, Dile al Amor, había dominado las listas a principios de 2010. El Malo fue relanzado más tarde a mediados de 2010, donde alcanzó el puesto número 2 en la lista Latin Tropical Airplay dos veces el 10 de julio y el 24 de julio, donde la posición número 1 la mantuvo Bachata en Fukuoka de Juan Luis Guerra.  El sencillo finalmente alcanzó el puesto número 1 en Latin Tropical Airplay en la semana del 28 de agosto de 2010.  El sencillo también alcanzó el Top 10 de Top Latin Songs alcanzando el puesto número 5. 